# Пата

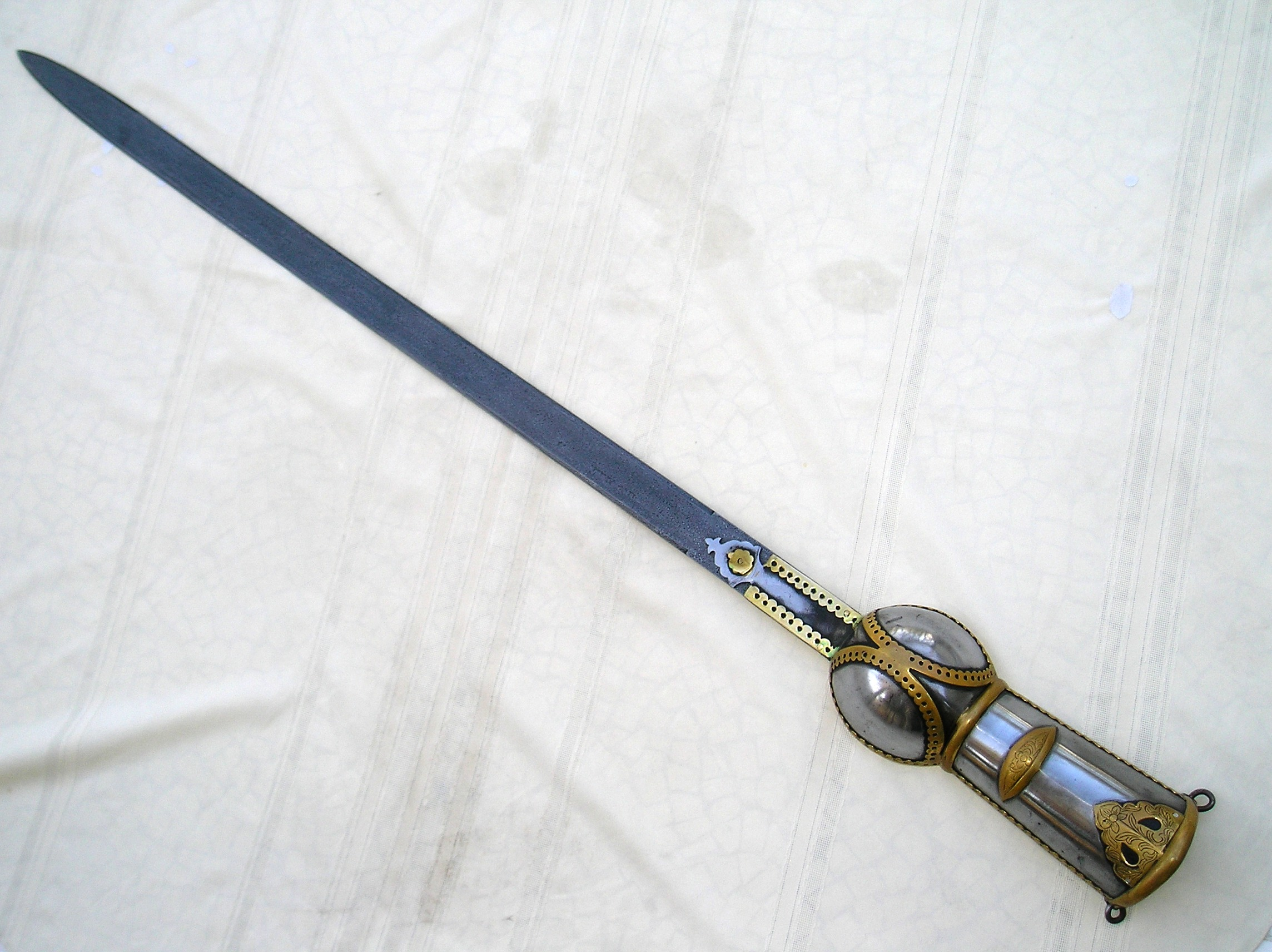
Пата

Пата или пуддха (хинди paṭa, patta, pattah — длинный широкий лист) — индийский меч с длинным прямым обоюдоострым лезвием, которое соединяется с латной рукавицей — стальной гардой, которая защищает руку до локтя.

## Характеристики оружия
Пата — это комбинация прямого обоюдоострого меча и доспешной защиты предплечья и кисти. Клинок стыкуется с защитной чашкой с рукоятью внутри. У пата рукоять перпендикулярна клинку, точно как у катара, но на доспехе расположено несколько поясков для фиксации руки.
Клинки пата были от 60 до 100 см с шириной у рукояти в 35-50 мм. Вес достигал 1.5 — 2.2 кг. Клинок пата крепился заклёпками к пластинам, отходящим от защитной чашки.
Чашка пата, закрывающая кисть, часто делалась в виде головы слона, змеи, рыбы или дракона. В этом случае клинок выдвигался из открытой пасти подобно огромному языку. Ещё один популярный мотив формы чашки — мифический лев Яли, заглатывающий слона.

## Происхождение и история

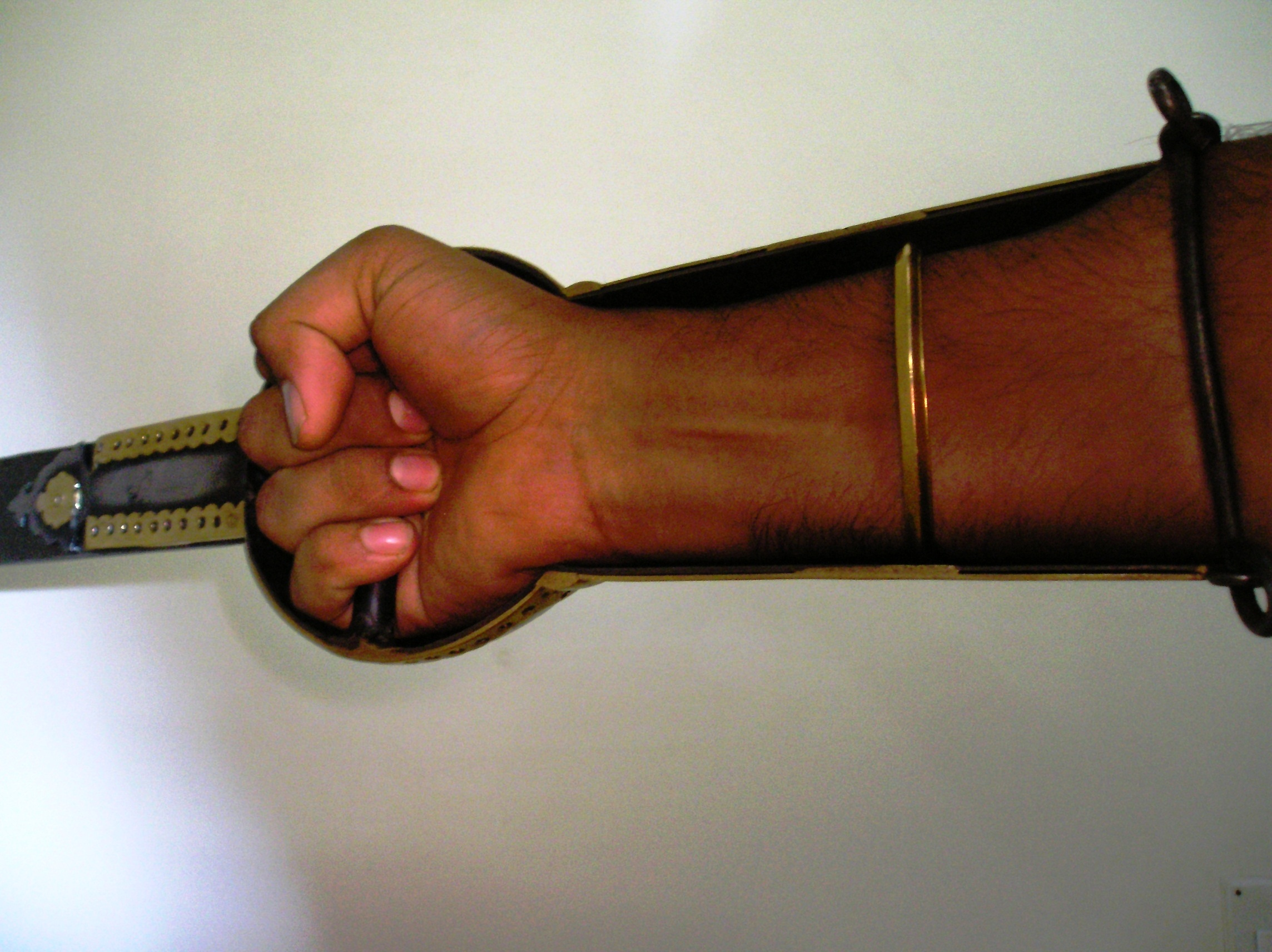
Фехтовальщик удерживает пату за поперечную рукоять, эфес дополнительно фиксируется на предплечье

По всей видимости, пата развилась в своё время из катара (индийский кинжал), пройдя несколько видоизменений гарды и гипертрофировавшись. Сначала к катару добавилась защитная пластина, закрывающая запястье, затем она соединилась с боковыми металлическими полосами. Эта конструкция постепенно трансформировалась в «латную перчатку», закрывающую руку по локоть. «Перчатка-рукоять» могла быть скелетного типа — из металлических перекрещенных полос (вероятно, более ранние формы) или изготовлена в виде голов мифических животных.
По другой версии наоборот — вначале был пата, от которого упрощением конструкции и произошли катары. Но истина такова, что и катар и пата были на вооружении в один и тот же период истории.
Наиболее распространена пата была в Северо-Западной Индии и порой считалась специфическим оружием лёгкой кавалерии конфедерации маратхов, хотя встречалась и в Южной Индии. Пешие воины, скорее всего, редко использовали пату. Хотя есть свидетельство британского офицера, видевшего в 1827 году показательное выступление воина с патой. Он упоминает, что техника работы патой включала в себя маховые и вращательные удары с перемещениями и оборотами, которые напомнили ему завораживающие движения вальса. Но, скорее всего, так искусно патой владели лишь единицы.

## Соссун-пата
Соссун-пата — в переводе — «лист лилии» — похож на ятаган по всем характеристикам клинка. То есть он так же выгнут, часто с широкой спинкой, заточен по вогнутому краю и сбегает на острие. Так же, как и ятаганом, соссун-патой, скорее всего, наносили рубяще-режущие удары. В зависимости от формы металлической рукояти и некоторых отличий в форме клинка различают соссун-пата индийского и могольского (мугальского) типа. Из-за сходства с ятаганом некоторые оружиеведы предполагают, что это оружие появилось в Индии как заимствованное, из Турции. Однако эта версия едва ли может объяснить ранние клинки аналогичной формы, которые встречались в Индо-Иранском регионе задолго до появления ятаганов в Османской империи. Размеры соссун-пата — 65-110 см.

## Европейские варианты
Меч пата чисто индийское оружие, но и в Европе знали нечто подобное.
- Существовал доспех рондаш — щит, латная рукавица и клинок, соединённые воедино.
- На Руси был тарч — щит, чей умбон является латной рукавицей, переходящей в клинок.

И рондаш, и тарч применялись, в основном, при защите крепостей с их узкими ходами, коридорами и проходами.
Но рондаш и тарч были попытками соединить в одно доспех и оружие. Меч пата есть оружие — основное средство атаки, инструмент уничтожения противника.